# Rivalité Evert-Navrátilová
|                                                       |  |  |
| Chris Evert (gauche) et Martina Navrátilová (droite). |  |  |

Chris Evert et Martina Navrátilová sont des joueuses de tennis professionnel qui se sont affrontées de nombreuses fois en simple dans les années 1970 et 1980, constituant ainsi l'une des plus grandes rivalités de l'histoire du tennis féminin.
Martina Navrátilová mène 43-37 dans leurs face-à-face, en simple. Elles se sont affrontées au total dans soixantes finales dont quatorze finales de Grand Chelem. Il s'agit de la rivalité la plus prolifique de l'Ère Open.
Il est à noter qu'entre l'Open d'Australie 1981 et Wimbledon 1985, l'ensemble des titres du Grand Chelem en simple sont revenues aux deux joueuses, soit 15 titres majeurs consécutifs.
Les deux joueuses ont toutes les deux occupé la place de no 1 mondiale en simple. Dans les 12 premières années du classement WTA, soit de 1975 à 1987, cette place n'a échappé aux deux joueuses que pendant 23 semaines. Chris Evert a occupé cette place pendant 260 semaines et Martina Navrátilová pendant 332 semaines.
Après leurs retraites respectives, Chris Evert et Martina Navrátilová sont restées des amies proches, faisant régulièrement des apparitions publiques communes.

## Bilan des confrontations
Sur 80 duels, Martina Navrátilová remporte 43 matchs contre 37 à Chris Evert. Dans leurs confrontations sur surface dure, Navrátilová mène 32-21 tandis que sur terre battue Evert mène 11-3. Sur gazon, Navrátilová mène 10-5. 
|  | Chris Evert | 37 – 43 | Martina Navrátilová | / |

## Liste des rencontres
| No. | Année | Tournoi                            | Lieu             | Catégorie      | Surface  | Tour          | Vainqueur   | Score           |
| --- | ----- | ---------------------------------- | ---------------- | -------------- | -------- | ------------- | ----------- | --------------- |
| 1.  | 1973  | Virginia Slims of Akron            | Akron            | VS Tour        | Moquette | 1er tour      | Evert       | 7-64, 6-3       |
| 2.  | 1973  | St. Petersburg Masters Invitation  | St. Petersburg   | USTA Tour      | Terre    | 1/2 finale    | Evert       | 7-5, 6-3        |
| 3.  | 1974  | Virginia Slims of California       | San Francisco    | VS Tour        | Moquette | 1er tour      | Evert       | 6-7, 6-3, 6-1   |
| 4.  | 1974  | Internazionali d'Italia            | Rome             |                | Terre    | Finale        | Evert       | 6-3, 6-3        |
| 5.  | 1975  | Virginia Slims of California       | San Francisco    | VS Tour        | Moquette | 1/2 finale    | Evert       | 6-4, 6-3        |
| 6.  | 1975  | Virginia Slims of Washington       | Fairfax          | VS Tour        | Moquette | 1/4 de finale | Navrátilová | 3-6, 6-4, 7-64  |
| 7.  | 1975  | Virginia Slims of Akron            | Akron            | VS Tour        | Moquette | 1/4 de finale | Evert       | 6-3, 6-1        |
| 8.  | 1975  | Virginia Slims of Chicago          | Chicago          | VS Tour        | Moquette | 1/2 finale    | Navrátilová | 6-4, 6-0        |
| 9.  | 1975  | Virginia Slims of Philadelphia     | Philadelphie     | VS Tour        | Moquette | 1/2 finale    | Evert       | 7-60, 6-4       |
| 10. | 1975  | Virginia Slims Championships       | Los Angeles      | Masters        | Moquette | Finale        | Evert       | 6-4, 6-2        |
| 11. | 1975  | Family Circle Cup                  | Amelia Island    |                | Terre    | Finale        | Evert       | 7-5, 6-4        |
| 12. | 1975  | Internazionali d'Italia            | Rome             |                | Terre    | Finale        | Evert       | 6-1, 6-0        |
| 13. | 1975  | Roland Garros                      | Paris            | Grand Chelem   | Terre    | Finale        | Evert       | 2-6, 6-2, 6-1   |
| 14. | 1975  | US Open                            | Forest Hills     | Grand Chelem   | Terre    | 1/2 finale    | Evert       | 6-4, 6-4        |
| 15. | 1975  | Little Mo Classic                  | Atlanta          |                | Moquette | Finale        | Evert       | 2-6, 6-2, 6-0   |
| 16. | 1976  | L'Eggs World Series                | Austin           |                | Dur      | 1/2 finale    | Evert       | 6-0, 6-3        |
| 17. | 1976  | Virginia Slims of Houston          | Houston          | VS Tour        | Moquette | Finale        | Navrátilová | 6-3, 6-4        |
| 18. | 1976  | Wimbledon                          | Londres          | Grand Chelem   | Gazon    | 1/2 finale    | Evert       | 6-3, 4-6, 6-4   |
| 19. | 1977  | Virginia Slims of Washington       | Washington       | VS Tour        | Moquette | Finale        | Navrátilová | 6-2, 6-3        |
| 20. | 1977  | Virginia Slims of Seattle          | Seattle          | VS Tour        | Moquette | Finale        | Evert       | 6-2, 6-4        |
| 21. | 1977  | Virginia Slims of Los Angeles      | Los Angeles      | VS Tour        | Dur      | Finale        | Evert       | 6-2, 2-6, 6-1   |
| 22. | 1977  | Virginia Slims of Philadelphia     | Philadelphie     | VS Tour        | Moquette | Finale        | Evert       | 6-4, 4-6, 6-3   |
| 23. | 1977  | L'EGGS Series                      | Tucson           |                | Dur      | Finale        | Evert       | 6-3, 7-63       |
| 24. | 1977  | Colgate Series Championships       | Palm Springs     | Masters        | Dur      | Poules        | Evert       | 6-4, 6-1        |
| 25. | 1978  | Colgate International              | Eastbourne       | Colgate Series | Gazon    | Finale        | Navrátilová | 6-4, 4-6, 9-7   |
| 26. | 1978  | Wimbledon                          | Londres          | Grand Chelem   | Gazon    | Finale        | Navrátilová | 2-6, 6-4, 7-5   |
| 27. | 1978  | Wyler’s Women’s Classic            | Atlanta          |                | Moquette | Finale        | Evert       | 7-63, 0-6, 6-3  |
| 28. | 1978  | Colgate Series Championships       | Palm Springs     | Masters        | Dur      | Finale        | Evert       | 6-3, 6-3        |
| 29. | 1978  | Emeron Cup                         | Tokyo            |                | Moquette | Finale        | Evert       | 7-5, 6-2        |
| 30. | 1979  | Avon Championships of California   | Oakland          | Avon Series    | Moquette | Finale        | Navrátilová | 7-5, 7-5        |
| 31. | 1979  | Avon Championships of Los Angeles  | Los Angeles      | Avon Series    | Dur      | Finale        | Evert       | 6-3, 6-4        |
| 32. | 1979  | Avon Championships of Dallas       | Dallas           | Avon Series    | Moquette | Finale        | Navrátilová | 6-4, 6-4        |
| 33. | 1979  | Colgate International              | Eastbourne       | Colgate Series | Gazon    | Finale        | Evert       | 7-5, 5-7, 13-11 |
| 34. | 1979  | Wimbledon                          | Londres          | Grand Chelem   | Gazon    | Finale        | Navrátilová | 6-4, 6-4        |
| 35. | 1979  | Thunderbird Classic                | Phoenix          | Colgate Series | Dur      | Finale        | Navrátilová | 6-1, 6-3        |
| 36. | 1979  | Daihatsu Challenge                 | Brighton         | Colgate Series | Moquette | Finale        | Navrátilová | 6-3, 6-3        |
| 37. | 1980  | Avon Championships of Chicago      | Chicago          | Avon Series    | Moquette | Finale        | Navrátilová | 6-4, 6-4        |
| 38. | 1980  | Wimbledon                          | Londres          | Grand Chelem   | Gazon    | 1/2 finale    | Evert       | 4-6, 6-4, 6-2   |
| 39. | 1980  | Daihatsu Challenge                 | Brighton         | Colgate Series | Moquette | Finale        | Evert       | 6-4, 5-7, 6-3   |
| 40. | 1980  | Emeron Cup                         | Tokyo            |                | Moquette | 1/2 finale    | Navrátilová | 7-6, 6-2        |
| 41. | 1981  | Murjani WTA Championships          | Amelia Island    | Toyota Series  | Terre    | Finale        | Evert       | 6-0, 6-0        |
| 42. | 1981  | US Open                            | Flushing Meadows | Grand Chelem   | Dur      | 1/2 finale    | Navrátilová | 7-5, 4-6, 6-4   |
| 43. | 1981  | Emeron Cup                         | Tokyo            |                | Moquette | Finale        | Navrátilová | 6-3, 6-2        |
| 44. | 1981  | Building Society NSW Open          | Sydney           | Toyota Series  | Gazon    | Finale        | Evert       | 6-4, 2-6, 6-1   |
| 45. | 1981  | Australian Open                    | Melbourne        | Grand Chelem   | Gazon    | Finale        | Navrátilová | 64-7, 6-4, 7-5  |
| 46. | 1982  | Wimbledon                          | Londres          | Grand Chelem   | Gazon    | Finale        | Navrátilová | 6-1, 3-6, 6-2   |
| 47. | 1982  | Daihatsu Challenge                 | Brighton         | Toyota Series  | Moquette | Finale        | Navrátilová | 6-1, 6-4        |
| 48. | 1982  | Australian Open                    | Melbourne        | Grand Chelem   | Gazon    | Finale        | Evert       | 6-3, 2-6, 6-3   |
| 49. | 1982  | Toyota Series Championships        | East Rutherford  | Masters        | Dur      | Finale        | Navrátilová | 4-6, 6-1, 6-2   |
| 50. | 1983  | Virginia Slims of Dallas           | Dallas           | VS Tour        | Moquette | Finale        | Navrátilová | 6-4, 6-0        |
| 51. | 1983  | Virginia Slims Championships       | New York         | Masters        | Moquette | Finale        | Navrátilová | 6-2, 6-0        |
| 52. | 1983  | Virginia Slims of Los Angeles      | Manhattan Beach  | VS Tour        | Dur      | Finale        | Navrátilová | 6-1, 6-3        |
| 53. | 1983  | Player's Canadian Open             | Toronto          | VS Tour C4     | Dur      | Finale        | Navrátilová | 6-4, 4-6, 6-1   |
| 54. | 1983  | US Open                            | Flushing Meadows | Grand Chelem   | Dur      | Finale        | Navrátilová | 6-1, 6-3        |
| 55. | 1983  | Emeron Cup                         | Tokyo            |                | Moquette | Finale        | Navrátilová | 6-2, 6-2        |
| 56. | 1984  | Computerland US Indoors            | Livingston       | VS Tour C3     | Moquette | Finale        | Navrátilová | 6-2, 7-64       |
| 57. | 1984  | Virginia Slims Championships       | New York         | Masters        | Moquette | Finale        | Navrátilová | 6-3, 7-5, 6-1   |
| 58. | 1984  | WTA Championships                  | Amelia Island    | VS Tour C4     | Terre    | Finale        | Navrátilová | 6-2, 6-0        |
| 59. | 1984  | Roland Garros                      | Paris            | Grand Chelem   | Terre    | Finale        | Navrátilová | 6-3, 6-1        |
| 60. | 1984  | Wimbledon                          | Londres          | Grand Chelem   | Gazon    | Finale        | Navrátilová | 7-65, 6-2       |
| 61. | 1984  | US Open                            | Flushing Meadows | Grand Chelem   | Dur      | Finale        | Navrátilová | 4-6, 6-4, 6-4   |
| 62. | 1985  | Virginia Slims of Florida          | Key Biscayne     | VS Tour        | Dur      | Finale        | Evert       | 6-2, 6-4        |
| 63. | 1985  | Lipton International Championships | Delray Beach     | VS Tour        | Dur      | Finale        | Navrátilová | 6-2, 6-4        |
| 64. | 1985  | Virginia Slims of Dallas           | Dallas           | VS Tour        | Moquette | Finale        | Navrátilová | 6-3, 6-4        |
| 65. | 1985  | Roland Garros                      | Paris            | Grand Chelem   | Terre    | Finale        | Evert       | 6-3, 64-7, 7-5  |
| 66. | 1985  | Wimbledon                          | Londres          | Grand Chelem   | Gazon    | Finale        | Navrátilová | 4-6, 6-3, 6-2   |
| 67. | 1985  | Australian Open                    | Melbourne        | Grand Chelem   | Gazon    | Finale        | Navrátilová | 6-2, 4-6, 6-2   |
| 68. | 1986  | Virginia Slims of Dallas           | Dallas           | VS Tour        | Moquette | Finale        | Navrátilová | 6-2, 6-1        |
| 69. | 1986  | Roland Garros                      | Paris            | Grand Chelem   | Terre    | Finale        | Evert       | 2-6, 6-3, 6-3   |
| 70. | 1986  | Virginia Slims of Los Angeles      | Los Angeles      | VS Tour        | Dur      | Finale        | Navrátilová | 7-65, 6-3       |
| 71. | 1987  | Virginia Slims of Houston          | Houston          | VS Tour        | Terre    | Finale        | Evert       | 3-6, 6-1, 7-64  |
| 72. | 1987  | Roland Garros                      | Paris            | Grand Chelem   | Terre    | 1/2 finale    | Navrátilová | 6-2, 6-2        |
| 73. | 1987  | Wimbledon                          | Londres          | Grand Chelem   | Gazon    | 1/2 finale    | Navrátilová | 6-2, 5-7, 6-4   |
| 74. | 1987  | Virginia Slims of Los Angeles      | Los Angeles      | VS Tour        | Dur      | 1/2 finale    | Evert       | 6-2, 6-1        |
| 75. | 1987  | Porsche Tennis Grand Prix          | Filderstadt      | VS Tour        | Moquette | Finale        | Navrátilová | 7-5, 6-1        |
| 76. | 1988  | Australian Open                    | Melbourne        | Grand Chelem   | Gazon    | 1/2 finale    | Evert       | 6-2, 7-5        |
| 77. | 1988  | Virginia Slims of Houston          | Houston          | Tier III       | Terre    | Finale        | Evert       | 6-0, 6-4        |
| 78. | 1988  | Wimbledon                          | Londres          | Grand Chelem   | Gazon    | 1/2 finale    | Navrátilová | 6-1, 4-6, 7-5   |
| 79. | 1988  | Porsche Tennis Grand Prix          | Filderstadt      | Tier III       | Moquette | Finale        | Navrátilová | 6-2, 6-3        |
| 80. | 1988  | Virginia Slims of Chicago          | Chicago          | Tier III       | Moquette | Finale        | Navrátilová | 6-2, 6-2        |

En gras, les tournois du Grand Chelem.

## Tableau comparatif
| Confrontation             | Chris Evert | Martina Navrátilová | Total |
| ------------------------- | ----------- | ------------------- | ----- |
| Total                     | 37          | 43                  | 80    |
| Sur terre battue          | 11          | 3                   | 14    |
| Sur dur                   | 8           | 8                   | 16    |
| Sur gazon                 | 5           | 10                  | 15    |
| Sur moquette              | 13          | 22                  | 35    |
| En Grand Chelem           | 8           | 14                  | 22    |
| Au Masters                | 1           | 2                   | 3     |
| En finale de Grand Chelem | 4           | 10                  | 14    |
| En finale                 | 24          | 36                  | 60    |
| Matchs en 3 sets          | 15          | 14                  | 29    |
| Victoires d'affilée       | 8           | 13                  | -     |
| Tie-break remporté        | 6           | 7                   | 13    |
| 6-0 remporté              | 6           | 6                   | 12    |
| En 1973                   | 2           | 0                   | 2     |
| En 1974                   | 2           | 0                   | 2     |
| En 1975                   | 9           | 2                   | 11    |
| En 1976                   | 2           | 1                   | 3     |
| En 1977                   | 5           | 1                   | 6     |
| En 1978                   | 3           | 2                   | 5     |
| En 1979                   | 2           | 5                   | 7     |
| En 1980                   | 2           | 2                   | 4     |
| En 1981                   | 2           | 3                   | 5     |
| En 1982                   | 1           | 3                   | 4     |
| En 1983                   | 0           | 6                   | 6     |
| En 1984                   | 0           | 6                   | 6     |
| En 1985                   | 2           | 4                   | 6     |
| En 1986                   | 1           | 2                   | 3     |
| En 1987                   | 2           | 3                   | 5     |
| En 1988                   | 2           | 3                   | 5     |

## Classement WTA en fin de saison
| Joueuse             | 1972 | 1973 | 1974 | 1975 | 1976 | 1977 | 1978 | 1979 | 1980 | 1981 | 1982 | 1983 | 1984 | 1985 | 1986 | 1987 | 1988 | 1989 | 1990 | 1991 | 1992 | 1993 | 1994 |
| ------------------- | ---- | ---- | ---- | ---- | ---- | ---- | ---- | ---- | ---- | ---- | ---- | ---- | ---- | ---- | ---- | ---- | ---- | ---- | ---- | ---- | ---- | ---- | ---- |
| Chris Evert         | 3    | 3    | 1    | 1    | 1    | 1    | 2    | 2    | 1    | 1    | 2    | 2    | 2    | 2    | 2    | 3    | 3    | 10   |      |      |      |      |      |
| Martina Navrátilová |      |      | 9    | 3    | 4    | 3    | 1    | 1    | 3    | 3    | 1    | 1    | 1    | 1    | 1    | 2    | 2    | 2    | 3    | 4    | 5    | 3    | 8    |